# 滇红丝线
滇红丝线（学名：Lycianthes yunnanensis）为茄科红丝线属下的一个种。其种加词 yunnanensis 意为“云南的”。